# أليكسندر شيفكا
أليكسندر شيفكا (مواليد 24 مايو 1995) هو لاعب كرة طائرة بولندي يلعب في نادي زاكسا كيدزيرزن كوزله.